# Ida (Vorname)
Ida oder Iida ist ein Vorname. Er wird fast ausschließlich als weiblicher Vorname verwendet, ist jedoch im Internationalen Handbuch der Vornamen als geschlechtsneutraler Name aufgeführt.

## Herkunft und Bedeutung
Für den Namen Ida existieren verschiedene Herleitungen:
- deutsche Kurzform von Namen, die das germanische Element id beinhalten, wie Iduberga:[2][3][4] Bedeutung unsicher, vielleicht „Arbeit“, „Fleiß“ oder „(weise) Frau“, „Jungfrau“, „Seherin“[5]
- Koseform von Adelaida, was wiederum auf den Namen Adalhaid zurückgeht:[2] Kombination der germanischen Elemente adal „edel“ und heid „Art“, „Sorte“, oder „Erscheinung“, „Würde“, oder „hell“[6]
- deutsche Kurzform von Namen, die das Element hild beinhalten:[2] „Kampf“, „Schlacht“[7]
- Kurzform des russischen Namens Ираида (Iraida):[2] abgeleitet vom griechischen heroís, -ídis „Held“[8]

## Verbreitung
Der Name war im Mittelalter ein sehr beliebter Vorname. Zu Beginn des 19. Jahrhunderts wurde der Name erstmals wiederentdeckt und gewann rasch an Beliebtheit. Vor allem zwischen 1880 und 1920 wurde der Name sehr häufig vergeben. Als Höhepunkt erreichte Ida im Jahr 1893 Rang 14 der beliebtesten Mädchennamen in Deutschland. Unterstützt wurde der Aufschwung durch die Ritterdichtung des 19. Jahrhunderts. Nachdem der Name in Vergessenheit geraten war, erlebt Ida seit Mitte der 2000er Jahre eine weitere Blütezeit. Im Jahr 2021 belegte der Name Rang 17 der beliebtesten Mädchennamen in Deutschland.
In den Nordischen Ländern zählt Ida weiterhin zu den beliebtesten weiblichen Vornamen. Die finnische Variante ist Iida.

## Namenstage
- 8. Mai – Iduberga von Nivelles
- 4. September – Heilige Ida von Herzfeld
- 3. November – Ida von Toggenburg

## Namensträgerinnen

### Einzelname
- Ida, Äbtissin des Stifts Essen im 10. Jahrhundert
- Ida († 1060), Äbtissin des Kölner Stifts St. Maria im Kapitol
- Ida von Lothringen (≈1040–1113), französische Gräfin von Boulogne
- Ida von Österreich († verm. 1101), Markgräfin von Österreich und Kreuzzugsteilnehmerin
- Ida von Toggenburg (≈ 1140–1226), katholische Heilige, Schweiz
- Ida von Sachsen-Meiningen (1794–1852), Prinzessin von Sachsen-Meiningen und durch Heirat Prinzessin von Sachsen-Weimar-Eisenach

### Vorname
- Ida Applebroog (1929–2023), US-amerikanische Bildhauerin und Malerin
- Ida Auken (* 1978), dänische Theologin und Politikerin
- Ida Baier (1863–1933), österreichische Opernsängerin
- Ida Bauer (1871/73–1954), österreichisch-deutsche Schauspielerin
- Ida Bauer (1882–1945), österreichische Psychoanalyse-Patientin von Sigmund Freud
- Ida Bindschedler (1854–1919), Schweizer Lehrerin und Kinder- und Jugendbuchautorin
- Ida Bjørndalen (* 1983), norwegische Handballspielerin
- Ida Blom (1931–2016), norwegische Historikerin
- Ida Bobach (* 1991), dänische Orientierungsläuferin
- Ida von Bodelschwingh (1835–1894), Ehefrau und Mitarbeiterin ihres Mannes beim Aufbau der Bodelschwinghschen Stiftungen Bethel
- Ida Bohatta (1900–1992), eine österreichische Kinderbuchillustratorin und -autorin
- Ida Boros (1923–2002), ungarische Sängerin und Schauspielerin
- Ida Boy-Ed (1852–1928), deutsche Schriftstellerin und Salonnière
- Ida Corr (* 1977), dänische Sängerin mit gambischen Wurzeln
- Ida Dehmel (1870–1942), Lyrikerin und Frauenrechtlerin
- Ida Ehre (1900–1989), Schauspielerin, Regisseurin und Theaterleiterin
- Ida Engvoll (* 1985), schwedische Schauspielerin
- Ida Gerhardi (1862–1927), deutsche Malerin der klassischen Moderne
- Ida Golin (1959–2025), italienische Fußballspielerin
- Ida Friederike Görres (1901–1971), deutsche Schriftstellerin
- Ida Haendel (1928–2020), britische Violinistin polnischer Herkunft
- Ida Hahn-Hahn (1805–1880), deutsche Schriftstellerin, Lyrikerin und Klostergründerin
- Ida Herz (1894–1984), deutsch-britische Bibliothekarin
- Ida Hoff (1880–1952), Schweizer Ärztin und Frauenrechtlerin
- Ida Hofmann (1864–1926), deutsche Pianistin, Musikpädagogin und Autorin
- Ida Ingemarsdotter (* 1985), schwedische Skilangläuferin
- Ida James (1920–1986), US-amerikanische Sängerin und Schauspielerin
- Ida Jarcsek-Gaza (* 1947), Intendantin des Deutschen Staatstheaters Temeswar
- Ida Jessen (* 1964), dänische Schriftstellerin
- Ida Kamińska (1899–1980), polnisch-jüdische Schauspielerin
- Ida Kerkovius (1879–1970), deutsche Malerin
- Ida Krone, geb. Ahlers (1876–1957), deutsche Dompteurin und Circus-Unternehmerin
- Ida Kruse (* 1996), deutsche Ruderin
- Ida Krottendorf (1927–1998), österreichische Schauspielerin
- Ursula Ida Lapp (1930–2021), deutsche Unternehmerin
- Ida Lien (* 1997), norwegische Biathletin
- Ida Marie Lipsius (1837–1927), deutsche Musikschriftstellerin
- Ida von Lothringen (≈1040–1113), katholische Heilige und Mutter Gottfrieds von Bouillon, des ersten Regenten im Königreich Jerusalem
- Ida Lücke (1838–1920), deutsche Stiftungsgründerin
- Ida Lupino (1918–1995), britische Schauspielerin, Regisseurin, Produzentin und Autorin
- Ida Lüthold-Minder (1902–1986), Schweizer Pädagogin und Schriftstellerin
- Ida von Lüttichau (1798–1856), deutsche Mäzenin und Künstlerin
- Ida Mett (1901–1973), russische Revolutionärin und kommunistische Anarchistin
- Ida von Nagel (1917–1971), deutsche Dressurreiterin
- Ida Kristine Nielsen (* 1975), dänische Bassistin, Songwriterin und Sängerin (Funk, Hip-Hop, Reggae und Weltmusik)
- Ida Noddack-Tacke (1896–1978), deutsche Chemikerin
- Ida Ospelt-Amann (1899–1996), liechtensteinische Mundartdichterin
- Ida Paulin (1880–1955), deutsche Malerin und Glaskünstlerin
- Ida Pfeiffer (1797–1858), österreichische Reiseschriftstellerin
- Ida Presti (1924–1967), französische Gitarristin und Komponistin
- Ida von Reinsberg-Düringsfeld (1815–1876), deutsche Schriftstellerin
- Ita Rina (1907–1979), eigentl. Ida Kravanja, jugoslawisch/slowenische Filmschauspielerin
- Ida Rubinstein (1885–1960), russische Tänzerin, Schauspielerin und Choreografin
- Ida Sand (* 1977), schwedische Soul- und Jazzmusikerin (Gesang, Piano, E-Piano)
- Ida Schaer-Krause (1877–1957), Schweizer Bildhauerin
- Ida Schöffling (1947–2025), deutsche Lektorin und Verlegerin
- Ida Schöpfer (1929–2014), Schweizer Skirennläuferin
- Ida Schwetz-Lehmann (1883–1971), österreichische Keramikerin
- Ida Schumacher (1894–1956), bayerische Theaterschauspielerin, Hörspielsprecherin und Komödiantin
- Ida Seele (1825–1901), erste Fröbelkindergärtnerin der Welt
- Ida Tarbell (1857–1944), US-amerikanische Schriftstellerin und Journalistin, Vorreiterin des investigativen Journalismus
- Ida Weiss (1925–2009), österreichische Schriftstellerin
- Ida B. Wells (1862–1931), US-amerikanische Journalistin sowie Bürger- und Frauenrechtlerin
- Ida Wüst (1879–1958), deutsche Schauspielerin
- Ida von Zedlitz-Neukirch (1839–1902), deutsche Schauspielerin und Theaterdirektorin

Pseudonym:
- Ida Orloff, Pseudonym von Ida Margaretha Siegler von Eberswald (1889–1945), österreichisch-russische Schauspielerin und Übersetzerin

## Namensträger
- Ida von Bernicia († um 559), König von Bernicia
- Ida Anak Agung Gde Agung (1921–1999), indonesischer Politiker

## Fiktive Namensträgerinnen
- Ida, Hauptfigur in Kinderbüchern von Harald Lesch und Gudrun Mebs (u. a.: „Evolution ist, wenn das Leben endlos spielt“ oder „Philosophie ist wie Kitzeln im Kopf“)
- Ida, Hauptfigur in Kinderbüchern von Sabine Ludwig und Miriam Cordes (u. a.: „Ida und der freche Kater“ oder „Ida und der Schatz in der Badewanne“)
- Ida Butterblum, Hauptfigur in Kinderbüchern von Irmgard Kramer (u. a.: "Ida Butterblum und die Tür nach Anderswo")
- Ida Grün, Hauptfigur in Kinder- und Hörbüchern von Sabine Ludwig (u. a.: "Ida Grün – 11 Achtminuten-Geschichten" oder "Ida Grün – fünf Jahre alt")
- Ida Lebenstein, Hauptfigur des Spielfilms Ida von Paweł Pawlikowski
- Ida Svensson, Figur aus den Kinderbüchern um Michel aus Lönneberga von Astrid Lindgren
- Ida Kronenberg, Figur aus der Kinderbuchreihe Die Schule der magischen Tiere von Margit Auer
- Iida, Hauptfigur des Spielfilms Jeʹvida von Katja Gauriloff